# Van Reynout en zijn vrouw
Van Reynout en zijn vrouw is een volksverhaal uit de Lage Landen.

## Het verhaal
In de winter gaat men op wolvenjacht en luistert men naar de minstreel, maar op een zonnige lentedag rijdt Reynout met zijn lansknechten de hoge kasteelheuvel af. Reynout vertelt dat de minstreel over hem zal zingen, voordat hij terug zal zijn. Zijn zwangere vrouw blijft hem lang nakijken, maar zijn moeder gaat meteen naar binnen. De grote schoonmaak begint, maar de zwangere vrouw kan haar man niet uit gedachten krijgen. Ze wordt bleek en eet niet meer. Als het kind geboren is, ligt ze met starende ogen op bed. Als er een stoet arriveert, gaat de moeder deze snel tegemoet. Reynout blijkt echter gebroken, hij is in de rug gestoken en sterft in zijn bed. Hij vraagt nog om de klokken te luiden en zijn vrouw vraagt wat er aan de hand is. 
De moeder vertelt haar schoondochter dat er een ommegang met vaan en kruis plaatsvindt. In haar dromen ziet de vrouw haar geliefde en er groeien bloemen waar de hoeven van zijn paard de grond raken. Jonge schildknapen plukken bloemen en vlechten kransen. Elke ridder krijgt een krans en Reynout krijgt twee. De vrouw schrikt wakker en hoort geklop aan de poort. De priesters dragen het lijk van Reynout weg, maar de moeder vertelt haar schoondochter dat het pelgrims van Sint Jacob zijn. De vrouw valt weer in slaap en ziet Reynout weer. Reynout fronst zijn wenkbrauwen en vraagt waarom ze zo slordig gekleed is. Reynout draagt haar op zich om te kleden en ze trekt haar bruidskleed aan. Als de moeder het verhaal hoort, begint ze te huilen. Ze vertelt dat er geen rood en blauw voor de vrouw is, alleen nog zwart. Haar man is begraven en de vrouw wil dan niet meer leven. 
Er gaat een trilling door de bodem en de stenen roeren zich, de oude rots splijt open en alles valt in puin. Op de plek van het kasteel groeit een zware eik in de kloof. In de boom zitten een duif en een doffer en ze vliegen samen de hemel in. Reynout en zijn vrouw zijn samen. 